# تاریخ یهودیان در اسکندریه
تاریخ یهودیان در اسکندریه (انگلیسی: History of the Jews in Alexandria) تاریخ تأسیس شهر توسط اسکندر مقدونی در ۳۳۲ قبل از میلاد برمی گردد. یهودیان در اسکندریه نقش مهمی در زندگی سیاسی، اقتصادی، فرهنگی و مذهبی اسکندریه عصر هلنیستی و امپراتوری روم اسکندریه ایفا کردند و یهودیان حدود ۳۵٪ از جمعیت در دوران روم را تشکیل می‌دادند.
یهودیان اسکندریه بنیانگذاران یهودیت هلنیستی و اولین کسانی بودند که تورات را از زبان عبری به زبان یونانی کوینه ترجمه کردند، سندی که به هفتادگانی معروف است. بسیاری از نویسندگان و شخصیت‌های مهم یهودی از اسکندریه آمده یا در آن تحصیل کرده‌اند، مانند فیلون اسکندریه، بن سیرا، تیبریوس یولیوس اسکندریه و یوسف فلاوی. موقعیت یهودیان اسکندریه در دوران روم شروع به وخامت کرد، زیرا احساسات عمیق یهودستیزی در میان جمعیت یونانی‌ها و مردم مصر شهر شروع به توسعه کرد. این امر منجر به شورش‌های اسکندریه (۳۸ پس از میلاد) در سال ۳۸ میلادی و شورش اسکندریه در سال ۶۶ پس از میلاد شد که به موازات شیوع نخستین جنگ یهود-روم بود. یهودیت اسکندریه شروع به کاهش کرد و منجر به مهاجرت دسته جمعی یهودیان اسکندریه به رم و همچنین شهرهای دیگر دریای مدیترانه و شمال آفریقا شد. با آغاز امپراتوری بیزانس، جمعیت یهودیان دوباره افزایش یافت، اما یهودیان از آزار و اذیت کلیسا رنج بردند. در طول فتح اسلامی مصر بعدی، تعداد یهودیان در اسکندریه بسیار افزایش یافت و برخی تخمین‌ها به حدود ۴۰۰۰۰۰ نفر می‌رسید. به دنبال تأسیس دولت اسرائیل در سال ۱۹۴۸ و جنگ شش روزه متعاقبجنگ شش‌روزه در سال ۱۹۶۷، تقریباً تمام جمعیت یهودی اسکندریه از این کشور اخراج و به اسرائیل مهاجرت کردند.